# San Giovanni a Piro
San Giovanni a Piro là một đô thị (comune) thuộc tỉnh Salerno trong vùng Campania của Ý. San Giovanni a Piro có diện tích 37 km2, dân số là 3753 người (thời điểm ngày). San Giovanni a Piro giáp với Camerota, Roccagloriosa, Santa Marina và Torre Orsaia.